# Spoorlijn 275 (België)
Spoorlijn 275 was een Belgische industrielijn die bij station Veurne aftakte van spoorlijn 73 en naar het industrieterrein Lovaart liep. De lijn was 1,3 km lang en enkelsporig.

## Aansluitingen
In de volgende plaats was er een aansluiting op de volgende spoorlijn:
Veurne
Spoorlijn 73 tussen Deinze en De Panne